# Naxidia semiobscura
Naxidia semiobscura là một loài bướm đêm trong họ Geometridae.